# Hidrazid
Hidrazidi u organskoj hemiji su klasa organiskih jedinjenja koji imaju zajedničku funkcionalnu grupu karakterisanu prisustvom kovalentne veze između dva azota, sa 4 supstituenta bar jedan od kojih je acil grupa. Opšta struktura hidrazida je E(=O)-NR-NR2, gde je R frekventno vodonik. Hidrazidi se mogu dalje klasifikovati po atomu koji je vezan za kiseonik: karbohidrazidi (R-C(=O)-NH-NH2), sulfonohidrazidi (R-S(=O)2-NH-NH2), i fosfonski dihidrazidi (R-P(=O)(-NH-NH2)2. Srodni hidrazini nemaju acil grupu. Neki važni članovi ove klase su sulfonilhidrazidi, kao što je p-toluensulfonilhidrazid koji je koristan reagens u organskoj hemiji, npr. u Šapirovoj reakciji. Ovaj reagens se može pripremiti reakcijom tozil hlorida sa hidrazinom.